# La Médiévale
La Médiévale (ook La Médiévale Ambrée) is een Belgisch bier. Het wordt gebrouwen door Brasserie de Bouillon te Sensenruth, een deelgemeente van Bouillon.
La Médiévale is een amberkleurig bier van hoge gisting met een alcoholpercentage van 6%. Het werd gelanceerd in 1998. Op het etiket staat een middeleeuwse ridder met op de achtergrond een kasteel op een berg. De ridder is een karikatuur van de vader van Jacques Pougin (samen met Nathalie Louis eigenaar van de brouwerij).